# Pèlerinage international pour la paix

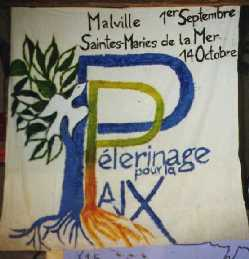

Le pèlerinage international pour la paix est un mouvement international (en anglais International Peace Pilgrimage) qui a organisé une dizaine de marches en Europe et aux États-Unis entre 1984 et 1992.

## Historique
L'idée d'un pèlerinage international pour la paix a été lancé en Allemagne en 1983, après la marche Pèlerinage pour la paix à Bethléem (Palestine). L'originalité est que ce n'est pas seulement un mouvement politique, mais aussi spirituel au sens large.
Les différentes marches ont rassemblé plusieurs milliers de personnes de toutes origines sociales et professionnelles.
- 1984 : Seattle - Washington, DC, États-Unis

9 mois, plusieurs centaines de participants
- 1985 : …
- 1986 : 17 juin, Heilbronn - 6 août, Allemagne
- 1987 : 28 février Stockholm, Suède - 28 juin Genève, Suisse
- 1988 : 26 avril Stuttgart, Allemagne - 10 novembre Saint-Jacques-de-Compostelle, Espagne

6 mois et demi. 2500 km. Plusieurs centaines de participants de 15 pays différents.
- 1989 : Downpatrick, Irlande du Nord - Croagh Patrick, République d'Irlande

Un mois. Une centaine de participants
- 1990 : 1er septembre Creys-Malville - 14 octobre Saintes-Maries-de-la-Mer, France

Six semaines. 350 km. 70 participants de 12 pays différents.
- 1992 : Washington, DC - Nevada, États-Unis

Voir aussi For Mother Earth

## Symbolique
Les marches ont visité de nombreux sites symboliques dans le domaine du nucléaire, de la paix dans le monde, et des sites religieux. Parmi les autres sujets d'intérêt, se trouvent la protection de l'environnement, le désarmement, l'égalité homme-femme, l'autogestion.